# 9680 Molina
9680 Molina (3557 P-L) là một tiểu hành tinh vành đai chính được phát hiện ngày 22 tháng 10 năm 1960, by C.J. van Houten và I. van Houten-Groenefeld ngày plates taken by T. Gehrels with Schmidt telescope ở Đài thiên văn Palomar. Nó được đặt theo tên Mario Molina, a Mexican-born chemist và co-recipient of the 1995 Nobel Prize in chemistry.